# Lanfranco Mignoti
Lanfranco Mignoti (Piode, XVI secolo – XVII secolo) è stato un matematico italiano.

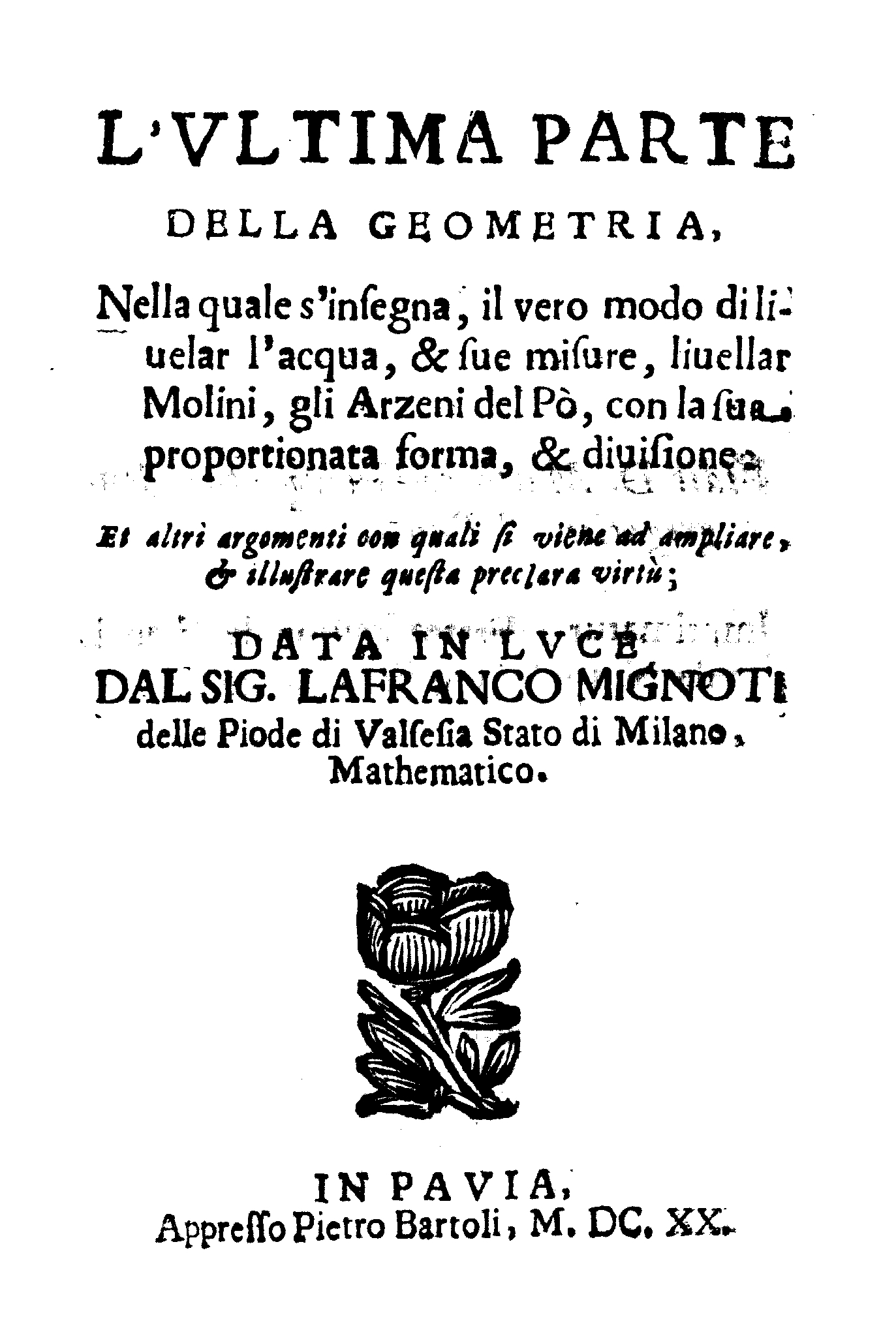
Ultima parte della geometria, 1620

Originario di Piode in Valsesia, diede un importante contributo all'ingegneria idraulica.

## Opere
- Lanfranco Mignoti, Ultima parte della geometria, nella quale s'insegna il vero modo di livellar l'acqua et sue misure, livellar molini, gli arzeni del Pò, con la sua proporzionata forma, et divisione, In Pavia, Pietro Bartoli, 1620. URL consultato il 14 giugno 2015.